# Congrescentrum Albert Borschette

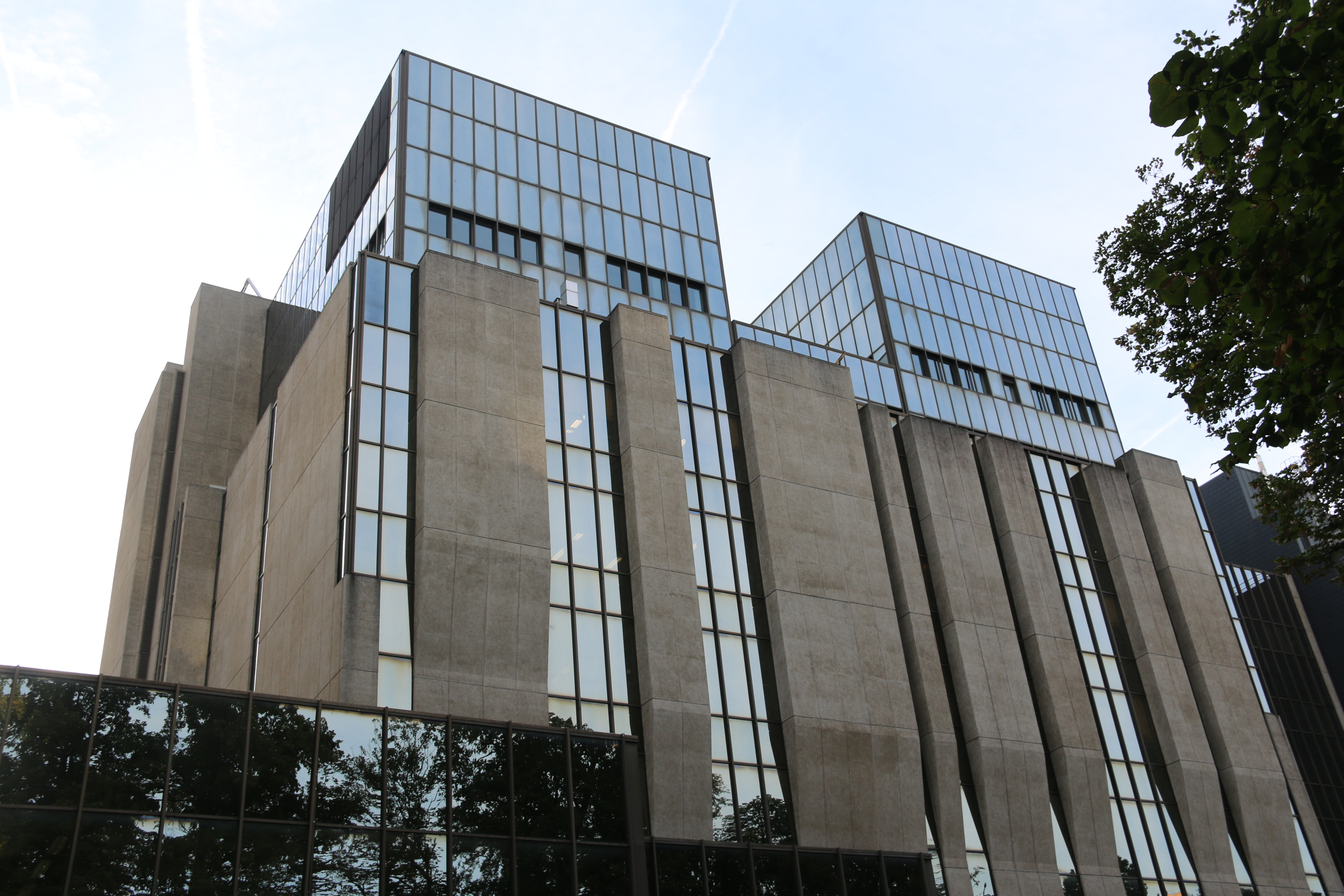
Congrescentrum Albert Borschette

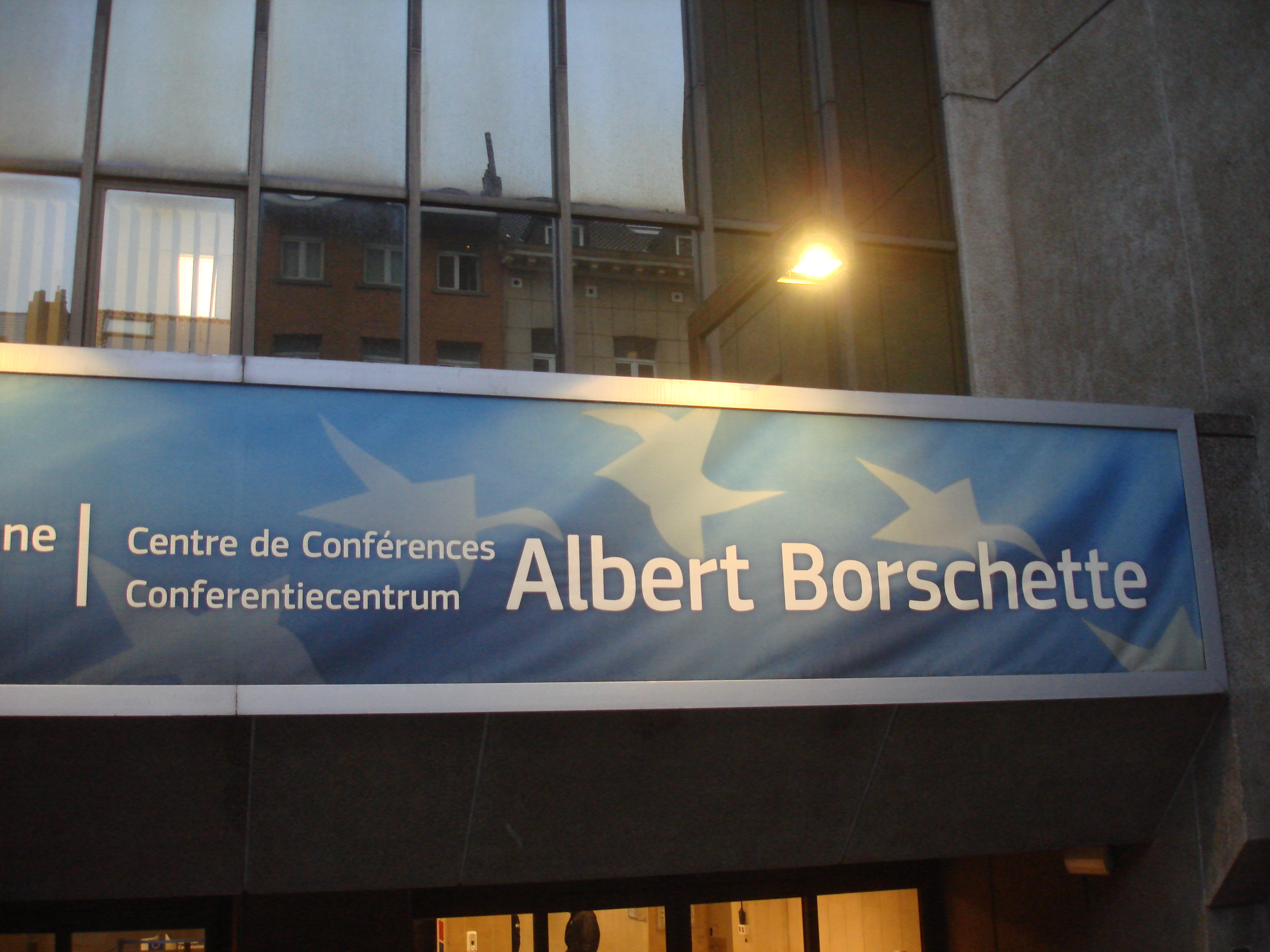

Het Congrescentrum Albert Borschette of Conferentiecentrum Albert Borschette (Frans: Centre de Conférences Albert Borschette) of CCAB is een gebouw van de Europese Commissie in de Froissartstraat 36 in de Europese Wijk (Brussel), vlak bij het Jourdanplein.
Het gebouw werd in 1979 opgetrokken in brutalistische stijl naar plannen van architect Ernest C. Henry en werd vernoemd naar de Luxemburgse eurocommissaris Albert Borschette. Het Borschettegebouw omvat conferentiezalen voor vergaderingen van werkgroepen en deskundigengroepen bij de Europese Commissie. Tegen 2027 zou de Commissie het gebouw van de hand doen. De vergunning voor een vervangende Realex-kantoor- en conferentietoren aan de Wetstraat 103 (L103) werd echter in 2021 geweigerd; de toren mag slechts 55 meter hoog worden in plaats van 114 meter.  De bouw van het nieuwe congrescentrum begon in 2024.